# سیارک ۱۵۸۲۲۲
سیارک ۱۵۸۲۲۲ (به انگلیسی: 158222 Manicolas، نامگذاری:2001SP169) صد و پنجاه و هشت هزار و دویست و بیست و دومین سیارک کشف شده‌است که در ۲۰ سپتامبر ۲۰۰۱ کشف شد.